# ベンジャミン・デイル
ベンジャミン・ジェイムズ・デイル（Benjamin James Dale, 1885年7月17日 ロンドン - 1943年7月30日 同地）はイギリスの作曲家・教育者。英国王立音楽院の作曲科に進み、若くして数々の賞を授与されるなど、早熟な楽才を発揮し、将来を嘱望されたが、諸事情から、才能を全面的に開花させることが出来なかった。こんにち作品はあまり演奏されないが、CDなどの音源を通じてその作品を知らしめようとする試みは続けられている。
最初期の作品の一つ、演奏会用序曲《ホラティウス》は作曲者がまだ14歳のときにトーマス・マコーリー男爵に触発されて作曲された。英国王立音楽院にてフレデリック・コーダーに師事。
最初の出版作品は《ピアノ・ソナタ ニ短調》（1902年）であり、これは今なお作曲者の代表作とされている。ロマン派音楽の作曲様式が採られており、リストやシューマン、バラキレフなどの影響が見られる。ソナタ形式による第1楽章、変奏曲形式による緩徐な第2楽章、スケルツォ楽章、終楽章の順に構成されている。ヨーク・ボウエンやマイラ・ヘスらによって愛奏され、非常に有名になった。
ライオネル・ターティスのために数点のヴィオラ作品も手懸けている。《ヴィオラとピアノのための組曲》は1906年の作品であり、後半2楽章は後に管弦楽化され、またターティスによって頻繁に演奏された。それに続いて《ヴィオラとピアノのための幻想曲》とターティスの門弟たちのために《6つのヴィオラのための序奏とアンダンテ》を作曲。どちらも1911年の作品である。その翌年にヘンリー・ウッドはデイルの《オルガンと管弦楽のためのコンツェルトシュテュック》を上演する。
不幸なことに、ドイツ滞在中に第1次世界大戦が勃発し、戦時中はベルリン近郊のルーレーベン捕虜収容所に抑留された。捕虜はめいめい音楽活動を含む社会事業に多忙であり、カナダ人で後のトロント交響楽団の指揮者アーネスト・マクミランもその一人であった。マクミランはベートーヴェンの9つの交響曲の一つ一つについて講演を行い、デイルとともに、それらの交響曲を4手用に編曲されたピアノ版で演奏した。
戦後のデイルは健康に恵まれなかったが、英国音楽学校連合委員会の審査官として世界を廻り、オーストラリアやニュージーランドを訪れた。作曲を再開するとともに王立音楽院の和声法教授や院長を務めた。BBCの音楽顧問団（Music Advisory Panel）も務めている。
後年の作品に《ヴァイオリン・ソナタ》（1921年～1922年）、アンセム《誉め歌（A Song of Praise）》（1923年）、降誕祭の讃美歌《星たちが色褪せる前に（Before the Paling of the Stars）》がある。《ヴァイオリンのためのバラード》はとりわけ人気があった。最後の主要な作品は、管弦楽曲の《上げ潮（The Flowing Tide）》（1943年）である。この楽曲は、ドビュッシー的な印象主義の抜きがたい要素が、ロマン派音楽のそれと結びつけられている。

## 作品

### 管弦楽曲
- 序曲「ホラティウス」 Horatius (1899年)
- 序曲 Overture (1900年)
- 序曲「テンペスト」 The Tempest (1902年); シェイクスピアのロマンス劇「テンペスト」の序曲
- オルガンと管弦楽のための「コンツェルトシュテュック」 Concertstück (1904年)
- 演奏会序曲 ト短調 Concert Overture (1904年)
- 小管弦楽のための「イギリス舞曲」 English Dance (1919年); 原作はヴァイオリンとピアノ
- 小管弦楽のためのPrunella (1923年); 原作はヴァイオリンとピアノ
- 小管弦楽のためのA Holiday Tune (1925年); 原作はヴァイオリンとピアノ
- 交響詩「上げ潮」 The Flowing Tide (1924–1943年)

### 室内楽曲
- ピアノ三重奏曲 (初期作品)

ヴァイオリン曲
- ヴァイオリンとピアノのための「イギリス舞曲」 English Dance (1916年); 原名 Country Dance
- ヴァイオリンとピアノのためのPrunella, Op.10 (1916年)
- ヴァイオリンとピアノのためのA Holiday Tune (1920年); ヴァイオリンと管弦楽のバージョン (1925年)
- ヴァイオリン・ソナタ ホ長調, Op.11 (1921–1922年)
- ヴァイオリンとピアノのためのバラード ハ短調 Ballade, Op.15 (1926年)

ヴィオラ曲
- ヴィオラとピアノのための「組曲」 ニ短調 Suite, Op.2 (1906年)

1. Maestoso – Allegretto espressivo
2. ロマンス Romance (ヴィオラと管弦楽のバージョンも有り)
3. フィナーレ： アレグロ Allegro (ヴィオラと管弦楽のバージョンも有り)

- ヴィオラとピアノのための「幻想曲」 ニ長調 Phantasy, Op.4 (1909年)
- 6つのヴィオラのための「序奏とアンダンテ」 Introduction and Andante, Op.5 (1911年, 改訂1913年)
- ヴィオラとピアノのための「イギリス舞曲」 English Dance (1916年); ヨーク・ボウエンによる編曲; 原作はヴァイオリンとピアノ

### オルガン曲
- オルガン・ソナタ (初期作品)

### ピアノ曲
- ピアノ・ソナタ  ニ短調, Op.1 (1902–1905年)
- 即興曲 Night Fancies 変ニ長調, Op.3 (1907年)
- 「イギリス舞曲」 English Dance (1919年); 原作はヴァイオリンとピアノ
- Prunella (1923年);  原作はヴァイオリンとピアノ

### 歌曲
- 「シェイクスピアによる２つの歌曲」 Two Songs from Shakespeare, Op.9 (1919年); シェイクスピアの喜劇「十二夜」による

1. 低声とピアノのためのO Mistress Mine ヘ長調
2. 低声、ヴィオラとピアノのためのCome Away, Death 変ニ長調

### 合唱曲
- 合唱 と管弦楽のためのクリスマスの讃美歌「星たちが色褪せる前に」 Before the Paling of the Stars (1912年); 詩： クリスティーナ・ロセッティ
- 独奏、合唱 と管弦楽のための祝典アンセム「誉め歌」 A Song of Praise, Op.12 (1923年); 詩： Reginald Heber
- テノール と合唱のためのキャロル「神秘のバラ」 Rosa Mystica (1925年)

### 著書
- 「和声、対位法と即興」 Harmony, Counterpoint and Improvisation (1940年出版); ベンジャミン・デイル、ゴードン・ジェイコブとヒューゴ・アンソンの合作